# Alberto Joaquim Vinama
El brigadier Alberto Joaquim Vinama (mort el 10 d'octubre de 1986), també conegut com a Chendovava, fou un militar angolès que va lluitar en la Guerra Civil Angolesa i va servir com a cap d'estat major de les Forces Armades d'Alliberament d'Angola (FALA), el braç armat d'UNITA, des de gener de 1985 fins a la seva mort en un accident d'automòbil l'octubre de 1986. Va substituir Demosthenes Amos Chilingutila, destituït com a cap d'operacions, qui va recuperar el càrrec a la mort de Vinama.